# Beatrix Ricziová
Beatrix Ricziová (* 1981, Bratislava) je slovenská právnička a od roku 2022 soudkyně Tribunálu Soudního dvora Evropské unie.
Vystudovala práva na Komenského univerzitě v Bratislavě.
Od roku 2007 působila jako zástupkyně Slovenské republiky před soudy EU.. Její zvolení do funkce soudkyně ukončilo extrémně dlouhé období (od r. 2016), kdy Slovensko nebylo schopno navrhnout kandidáta, který by byl akceptovatelný v dalších fázích volebního procesu.